# Walter Hauck (SS-Mitglied)
Walter Hauck (* 4. Juni 1918 in Freiburg im Breisgau; † 6. November 2006) war ein deutscher Offizier der Waffen-SS und Kriegsverbrecher. Wegen seiner führenden Rolle beim Massaker von Ascq wurde er 1949 in Frankreich zum Tode verurteilt, 1957 aber freigelassen.

## Leben
Im  Dritten Reich war Hauck Polizist, er trat zum 1. Mai 1937 der SS bei (SS-Nummer 382.376). Im Zweiten Weltkrieg war er 1944 Obersturmführer in der SS-Panzer-Aufklärungs-Abteilung 12 der 12. SS-Panzer-Division „Hitlerjugend“. Als Kompaniechef führte er die 2. Spähpanzer-Kompanie. Nach einem Anschlag auf eine Eisenbahnlinie organisierte er das Massaker von Ascq, bei dem 86 Menschen erschossen wurden. Am 17. August 1944 wurde Haucks Panzerpatrouille während der Kämpfe im Tal in der Nähe von Caen vernichtet. Hauck geriet in Kriegsgefangenschaft, konnte jedoch entkommen. Zum 9. November 1944 wurde er zum SS-Hauptsturmführer befördert.
Verantwortlich ist Walter Hauck auch für das Massaker im Dorf Leskovice im Mai 1945 auf dem tschechisch-moravischen Hochland, bei dem 26 Einwohner dieses Dorfes ermordet und 31 Häuser in Brand gesteckt wurden.
Am 2. August 1949 begann am Gericht von Lille der Prozess gegen SS-Mitglieder der Division, die für das Massaker von Ascq mutmaßlich verantwortlich waren. Die einzige verantwortliche anwesende Person war Hauck als 1944 befehlshabender Offizier. Alle Einzelheiten waren bekannt, weil einer der Lastkraftwagen der Division in den Fluss Thon in Étréaupont (Picardie) hinuntergestürzt war, als die Truppe in der Nacht vom 1. zum 2. September 1944 durch Nordfrankreich zurückgefahren war. Dieser mit Dokumenten beladene Lastkraftwagen enthielt alle Berichte über das Kriegsverbrechen.
Am 6. August 1949 wurden Hauck und die anderen Angeklagten – bis auf eine Ausnahme – zum Tode verurteilt. Vor dem Kassationsgerichtshof legten die Anwälte der Verteidigung Berufung ein. Der Kassationshof verwarf diese Berufung am 3. Juni 1950. Nach mehreren Revisionen wandelte Staatspräsident René Coty die Todesstrafe in eine lebenslängliche Freiheitsstrafe um, nachdem einige Ascq-Witwen bei ihm um Gnade für die Verurteilten gebeten hatten. Hauck bekam eine Strafverminderung zugebilligt und wurde 1957 aus dem Gefängnis von Loos entlassen. Danach kehrte er nach Deutschland zurück.
1969 und 1977 verlangte die Tschechoslowakei von Deutschland eine Strafverfolgung von Hauck, was von der Staatsanwaltschaft Stuttgart nicht weiter verfolgt wurde. 2005 hatte die tschechische Polizei Beweise für Haucks Beteiligung am Massaker von Leskovice gesammelt und eröffnete ein Strafverfahren, um ihn vor Gericht zu stellen. Ein Gerichtsverfahren kam jedoch nicht zu Stande. Hauck lebte bis zu seinem Tod in Deutschland.